# Prădător de noapte
Prădător de noapte este un neo noir regizat de Dan Gilroy[*] după un scenariu de Dan Gilroy[*]. A fost produs în Statele Unite ale Americii de studiourile Bold Films[*] și a avut premiera la 13 noiembrie 2014, fiind distribuit de Open Road Flims[*]. Coloana sonoră este compusă de James Newton Howard. Cheltuielile de producție s-au ridicat la 8.500.000 $. Filmul a avut încasări de 47.398.992 $.
Film thriller satiric din 2014, regizat și scris de Dan Gilroy în debutul său regizoral și co-produs de Jake Gyllenhaal în rolul lui Louis "Lou" Bloom, care e un stringer care înregistrează evenimente violente noaptea târziu în Los Angeles și vinde imaginile unui post local de știri de televiziune. În rolurile principale joacă actorii Rene Russo, Riz Ahmed și Bill Paxton. O temă comună în film este relația simbiotică dintre jurnalismul lipsit de etică și cererea consumatorilor.
Gilroy a vrut inițial să facă un film despre viața fotografului american Weegee, dar și-a schimbat concentrarea după ce a descoperit posibilitățile narative unice din jurul profesiei de stringer. El a scris Lou ca pe un antierou, bazat pe ideile de șomaj și capitalism. Gyllenhaal a jucat un rol esențial în producția filmului, de la alegerea membrilor echipajului până la vizionarea casetelor de audiție. Filmările au avut loc pe parcursul a patru săptămâni și au fost un proces provocator care a inclus peste 80 de locații.
Pentru a promova Nightcrawler, Open Road Films a folosit strategii de marketing viral, inclusiv un CV video fictiv pe Craigslist și profiluri false de social media pentru Lou. Nightcrawler a avut premiera la Festivalul Internațional de Film de la Toronto din 2014. Filmul a fost întâmpinat cu laude pe scară largă, criticii evidențiind scenariul lui Gilroy și performanțele lui Gyllenhaal și Russo. Mai mulți critici l-au listat pe Nightcrawler ca fiind unul dintre cele mai bune filme ale anului 2014 și a primit diverse distincții, inclusiv o nominalizare la cel mai bun scenariu original la cea de-a 87-a ediție a premiilor Oscar. Filmul a devenit un cult modern de-a lungul anilor.

## Distribuție
Rolurile principale au fost interpretate de actorii:

Ann Cusack[*]
Bill Paxton
Jake Gyllenhaal
Kathleen York[*]
Kevin Rahm[*]
Rene Russo
Riz Ahmed
Michael Hyatt[*]
Michael Papajohn[*]
Eric Lange[*]
Jamie McShane[*]
Danny Kaye
Anne McDaniels[*]  .